# Feynmanita
La feynmanita és un mineral de la classe dels sulfats. Nomenat en honor de Richard Phillips Feynman (11 de maig de 1918, Queens, Nova York, EUA - 15 de febrer de 1988, Los Angeles, Califòrnia, EUA), un dels físics més importants del segle xx. Va fer importants contribucions al Projecte Manhattan i va rebre el Premi Nobel de Física el 1965 pel seu treball sobre electrodinàmica quàntica.

## Característiques
La feynmanita és un sulfat de fórmula química Na(UO₂)(SO₄)(OH)·3.5H₂O. Va ser aprovada com a espècie vàlida per l'Associació Mineralògica Internacional l'any 2006, sent publicada per primera vegada el 2019. Cristal·litza en el sistema monoclínic. La seva duresa a l'escala de Mohs és 2.
Els exemplars que va servir per a determinar l'espècie, el que es coneix com a material tipus, es troben conservats a les col·leccions mineralògiques del Museu d'Història Natural del Comtat de Los Angeles, a Los Angeles (Califòrnia) amb el número de catàleg: 66590 i 66591 (mina Blue lizard), i 66592 i 66593 (mina Markey).

## Formació i jaciments
Va ser descrita a partir de mostres obtingudes a les mines Blue Lizard i Markey, totes dues al Red Canyon del comtat de San Juan, a l'estat d'Utah (Estats Units). Aquests dos indrets són els únics de tot el planeta on ha estat descrita aquesta espècie mineral.